# Раздольное (Свердловская область)
Раздольное — село в Камышловском районе Свердловской области России, входит в состав Зареченского сельского поселения.

## Географическое положение
Село Раздольное расположено в 8 километрах (по автодорогам в 10 километрах) к востоку-юго-востоку от города Камышлова, на левом берегу реки Пышмы. В 2 километрах к северу от села проходит Сибирский тракт.

## История
В 1961 году указом Президиума Верховного Совета РСФСР село Темновское  переименовано в Раздольное.

## Население
| 2002 | 2010 | 2021 |
| ---- | ---- | ---- |
| 327  | ↘312 | ↘306 |